# 都築香彌子
香月彌生（1963年1月25日—）是日本女性聲優、舞台劇演員。愛知縣出生。過去文學座所屬，現劇團四季所屬。現藝名都築香彌子。

## 主演作品

### 電視動畫
- AWOL -Absent Without Leave-（瑞秋·赫斯特）
- 攻殼機動隊 STAND ALONE COMPLEX（札伊采夫的妻子）
- Devilman夫人（小暮泉）
- 名偵探柯南（黑江奈緒子）

### 劇場版動畫
- 貓的報恩
- 霍爾的移動城堡（蕾蒂）
- 魔法公主（姬朵（阿清，又譯琪由、琪朵））

### 舞台劇
- 鹿鳴館（草乃）
- 猶他與不可思議的夥伴們（胡桃老師）
- 這個命是誰的（北原真弓）
- 溫蒂妮（洗盤子的女孩子）
- 紅髮安妮（林德夫人）
- 復甦的春天（成年女性）

## 外部連結
- 都築香彌子個人介紹
- 剧团四季